# Arthur Hultqvist
Johan Arthur Hultqvist, född 21 maj 1873 i Göteborgs Kristine församling, död 19 juli 1926 i Norrköping, var en svensk elektroingenjör.
Hultqvist, som var son till musikdirektören Frans Oscar Hultqvist och Ellida Kayser,  utexaminerades från Chalmers tekniska läroanstalt 1893, studerade vid Polytechnikum i Zürich 1895–1897 samt utförde experiment på eget laboratorium, hos Boye & Thoresens Elektriska AB i Göteborg och hos AB de Lavals Ångturbin i Stockholm. Han var anställd vid Munksjö pappersbruk 1893-1895, ingenjör och direktörsassistent vid Göteborgs spårvägar 1901–1904, blev verkställande direktör för Norrköpings elektricitetsverk och spårvägar 1905, för Norrköpings kommunala affärsverk 1914, tillika för AB Knutsbro kraftstation från 1916.
Hultqvist var sekreterare och kassaförvaltare i Svenska Spårvägsföreningen från 1907, statens representant vid internationella spårvägs- och järnvägskongresser 1908, 1910 och 1912. Han anlitades som sakkunnig i spårvägsfrågor i Örebro, Gävle, Karlskrona och Stockholm. Han var ledamot i styrelsen för tekniska elementarskolan i Norrköping, hamnstyrelsen, hamnbyggnadskommittén, byggnadsnämnden, slakthuskommittén och hälsovårdsnämnden. Han uppgjorde förslag till ett större värmeverk för Norrköping 1911–1918, förslag till vattenkraftstation vid Bjärka-Säby och till reservkraftstation i Norrköping.
Hultqvist var konsul för Serbien i Norrköping från 1907. Han avled till följd av de skador som han ådrog sig då han påkördes av en lastbil i hemstaden. Han gravsattes på Matteus begravningsplats i Norrköping.